# Conexus Mobile Alliance
Conexus Mobile Alliance是一个国际组织，成立于2006年4月，旨在加强国际漫游及企业移动服务带来更大的便利性和易用性。

## 外部連結
- （英文）Conexus Mobile Alliance（页面存档备份，存于）